# آقاباقر
آقاباقر (قصاب تپه) روستایی است که در استان اردبیل، شهرستان اردبیل، بخش مرکزی، دهستان شرقی قرار دارد.
بیشترین فعالیت اهالی این روستا مربوط به بخش کشاورزی و  کشت گندم و سیب زمینی می‌باشد. این روستا به دلیل نزدیک بودن راه های مواصلاتی به شهرستان اردبیل، از امتیاز ویژه ای در تردد و رفت و آمد ها برخورد است. احداث راه آهن اردبیل ، مزیت مهمی را در حمل و نقل و امور تجاری به ساکنان این روستا که فاصله کمی با خطوط راه آهن دارند اعطا خواهد کرد. لازم به ذکر است که اکبر عبدی، بازیگر محبوب کشورمان اصالتا اهل این روستا میباشد.

## جمعیت
بر اساس سرشماری سال ۱۳۸۵ جمعیّت این روستا ۱۲۶۶ نفر با ۳۱۶ خانوار بوده‌است.